# Веденисов, Борис Николаевич
Борис Николаевич Веденисов (24 июля 1869, Кунцево, Московская губерния — 11 июля 1952, Москва) — советский учёный, специалист в области железнодорожного транспорта; член-корреспондент АН СССР (1943).

## Биография
Сын московского 2-й гильдии купца.
Окончил 5-ю классическую гимназию в Москве (1887) и математическое отделение физмата МГУ (1891, с дипломом первой степени).
1892—1897 гг. преподаватель математики и физики в реальном училище и в женской гимназии Мурома.
В 1897—1902 учился в Московском инженерном училище МПС и получил диплом инженера-строителя. В 1902—1903 проходил практику в должности десятника и прораба.
С 1903 по 1918 г. работал на Московско-Казанской железной дороге: помощник начальника и начальник дистанции пути; начальник отделения пути; заместитель управляющего, и. о. управляющего дорогой.
В 1918—1921 начальник отдела пути Научно-экспериментального института НКПС.
С 1919 на преподавательской работе (первые два года по совместительству):
- 1919—1922 в Московском политехническом институте;
- 1920—1922 профессор и декан строительного факультета Политехнического института в Иваново-Вознесенске;
- 1920—1931 преподаватель в МВТУ, на Высших технических курсах НКПС, и в Московском железнодорожном техникуме им. Андреева;
- 1921—1952 преподаватель, старший преподаватель, доцент, профессор и зав. кафедрой в Московском институте инженеров железнодорожного транспорта.

Доктор технических наук (1936).
23 сентября 1943 г. избран членом-корреспондентом Академии наук СССР.
Старший научный сотрудник Секции по научной разработке проблем транспорта АН СССР; руководил тематикой в области развития новых видов тяги.
Автор многих новаций в области в области железнодорожного строительства. Первым применил шлаковые подушки для борьбы с пучинами (1908), горизонтальное бурение для отвода подземных вод. В 1913 г. впервые на русских железных дорогах применил пневматическую подбивку шпал.
Автор проектов строительства крупных железнодорожных мостов, станций, лечения земляного полотна и др.
Издал ряд учебников по теме «Общий курс железных дорог» и книгу «Технический справочник железнодорожника».
Умер 11 июля 1952 года в Москве. Похоронен на Армянском кладбище.
Семья: жена (с 1899 г.) Александра Ивановна Гундарева; сын Николай (1905—1941), кандидат математических наук, доцент 1-го МГУ и Артиллерийской академии, боец народного ополчения, погиб в 1941 году.

## Награды и премии
- 2 ордена Ленина (1942; 1949)
- орден Отечественной войны 1-й степени (28 декабря 1946)
- 2 ордена Трудового Красного Знамени (1939; 10 июня 1945)
- медали
- Сталинская премия II степени (22 марта 1943) — за многолетние выдающиеся работы в области науки и техники
- Заслуженный деятель науки и техники РСФСР
- Почётный знак Метростроя
- Почётный железнодорожник